# Rosemary Joshua
Rosemary Joshua (n. 1964) es una soprano lírica nacida en Cardiff, Gales y especializada en música barroca y clásica dentro de la corriente de período o practica informada. Se destaca en Mozart y Handel.

## Trayectoria
Sus roles principales incluyen Susanna en Las bodas de Fígaro en la English National Opera, Glyndebourne Festival Opera, Cologne Opera, París; el titular en Semele de Handel ( Innsbruck Festival, Opera of Flanders, English National Opera, Aix-en-Provence Festival), la Cleopatra de Giulio Cesare de Handel (Florida Grand Opera), Poppea en Agrippina (La Monnaie in Brussels y el Champs-Elysées Opera in Paris) como incursiones en el repertorio contemporáneo como Anne Trulove de The Rake's Progress (Festival de Glyndebourne) y el titular de The Adventures of the Vixen Bystrouška de Leos Janacek.
En 1998 debutó en Estados Unidos como Julieta de Gounod en San Diego, en la Florida Grand Opera como Cleopatra de Handel y en Metropolitan Opera como Adele en Die Fledermaus de J.Strauss.

## Vida privada
Está casada con el barítono francés Olivier Lallouette y tiene dos hijos.

## Discografía de referencia
- Gluck, Orfeo Ed Euridice, Bolton (DVD)
- Handel, Esther (1732 Version), Cummings
- Handel, Orlando, Christie
- Handel, Saul, Jacobs
- Handel, Partenope, Curnyn
- Handel, Semele, Curnyn
- Mozart: Le Nozze Di Figaro, Jacobs (DVD)
- Purcell, Dido and Aeneas, Jacobs
- Blow, Venus and Adonis, Jacobs
- Strauss, Der Rosenkavalier (Sophie), Parry, ópera en inglés
- Humperdinck, Hänsel und Gretel (the Sandman), Runnicles